# کونیو بوسوجیما
کونیو بوسوجیما (انگلیسی: Kunio Busujima; ۱ آوریل ۱۹۲۵ – ۲۲ اکتبر ۲۰۱۶) کارآفرین و سرمایه‌دار اهل ژاپن بود.